# Amtsgericht Zinten
Das Amtsgericht Zinten war ein preußisches Amtsgericht mit Sitz in Zinten, Ostpreußen.

## Geschichte
Das königlich preußische Amtsgericht Zinten wurde mit Wirkung zum 1. Oktober 1879 als eines von zehn Amtsgerichten im Bezirk des Landgerichtes Braunsberg im Bezirk des Oberlandesgerichtes Königsberg gebildet. Der Sitz des Gerichtes war Zinten. Aufgehoben wurde die Gerichtskommission Zinten beim Kreisgericht Braunsberg. Sein Gerichtsbezirk umfasste aus dem Kreis Heiligenbeil den Stadtbezirk Zinten und die Amtsbezirke Arnstein, Brandenburg, Eichholz, Hermsdorf, Jäcknitz, Groß Klingbeck, Kukehnen, Laukitten, Ludwigsort, Maraunen, Pellen, Pokarben, Pohren, Pörschken, Rippen, Schönwalde und Wesselshöfen. Am Gericht bestanden 1888 zwei Richterstellen. Das Amtsgericht war damit ein großes Amtsgericht im Landgerichtsbezirk.
Im Jahre 1945 wurden der Amtsgerichtsbezirk unter sowjetische Verwaltung gestellt und die deutschen Einwohner vertrieben. Damit endete auch die Geschichte des Amtsgerichtes Zinten.